# ماتارانی

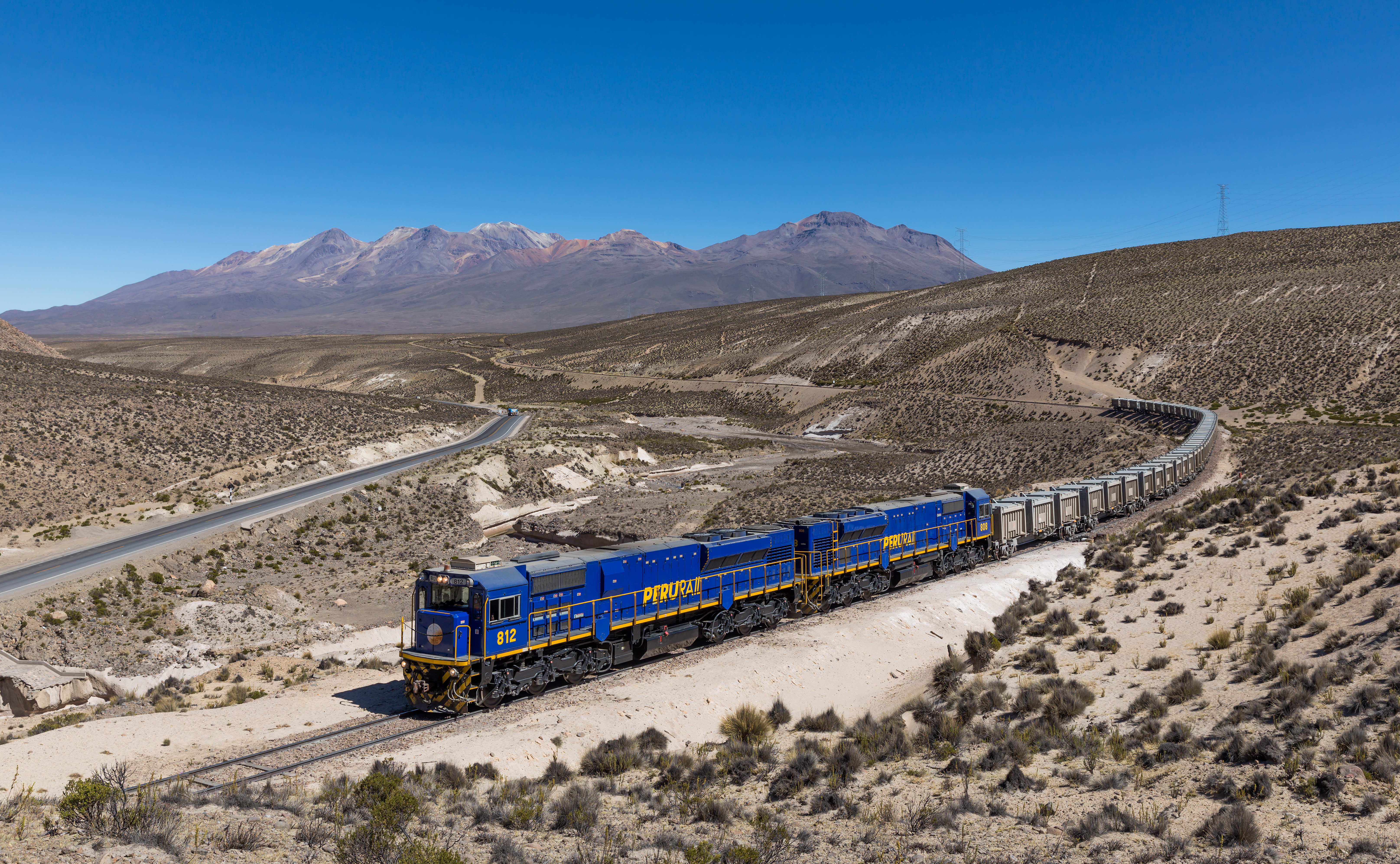
قطار باربری پروریل در حال جابجایی مواد معدنی به شهر بندری ماتارانی در منطقه ارکیپای پرو.

ماتارانی (انگلیسی: Matarani) یک شهر بندری در منطقه ارکیپا است. این بندر اصلی ساحل جنوبی کشور پرو است. این بندر توسط کمپانی اسپانیایی تیسور اداره می‌شود.

## بزرگراه میان‌اقیانوسی ترمینال اقیانوس آرام
مترانی یکی از ۳ بندر ترمینال پرو و بزرگراه میان دو اقیانوس است؛ که یکی از پروژه‌های مهم عمرانی بین دولتهای پرو و برزیل به‌شمار می‌رود و هدفش ایجاد کریدوری مابین دو ملت از طریق وصل دو اقیانوس آرام و اطلس می‌باشد. این مسیر امکانی را برای برزیل فراهم می‌کند تا به اقیانوس آرام دست پیدا کند بطوریکه نیازی به پرداخت عوارض و محدودیت‌های کانال پاناما ندارد. این بزرگراه برای پرو نیز امکان دستیابی به اقیانوس اطلس را از راه‌های مختلف هموار می‌کند. علاوه بر این پرو از طریق رود آمازون نیز به اقیانوس اطلس راه پیدا می‌کند.